# Aldwych metróállomás
Az Aldwych London metróhálózatának egyik bezárt metróállomása, mely City of Westminsterben található. Az állomást 1907. november 30-án nyitották meg, még Strand névvel, London Strand utcája után elnevezve, és amely helyett adott a Piccadilly új leágazásának végállomásának. Az állomás a Strand és a Surrey Street kereszteződésébe épült, közel Aldwych-hoz. Több metróvonalat is terveztek meghosszabbítani Aldwych érintésével Waterlooig, vagy a Cityig, azonban egyiket se valósították meg.
Az állomás igen alacsony forgalmát egy ingavonat szolgálta ki összekötve a szomszédos Holborn állomással. 1962-től csupán csak a csúcsidőben fogadott metrókat, 1994. szeptember 30-án bezárták, mivel az állomás felvonóinak cseréje túlságosan költséges lett volna az innen beáramló bevételhez képest.
Az állomás és az alagút használaton kívüli részeit az első és a második világháborúban is használták londoni múzeumok és galériák műtárgyainak megóvására a bombatámadások elől. A bezárt állomás kedvelt forgatási helyszín, több filmben és sorozatban is megjelent már más metróállomások szerepében. Az állomás jelentős történelmi helyszín, 2011-ben megkapta a II-es örökségvédelmi besorolást.

## Története

### Tervezés

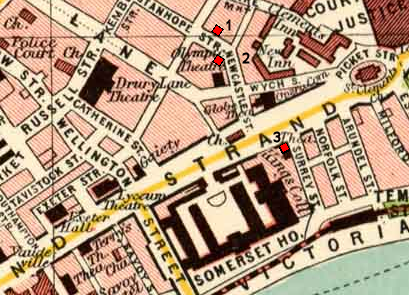
Az állomás tervezett helyei a századfordulón:
1. Holles Street és Stanhope Street kereszteződése
2. Kingsway és Aldwych tervezett kereszteződése
3. Strand és Surrey Street kereszteződése

Egy föld alatti állomás építését a Strand térségébe legelőször a Great Northern and Strand Railway (GN&SR) ajánlotta a brit parlament elé terjesztett javaslatában 1898 novemberében. Az állomás eredetileg egy új metróvonal déli végállomása lett volna, mely Wood Greenig (ma Alexandra Palace) tartott volna Finsbury Park és King’s Cross érintésével. A Strand állomást kezdetben a Stanhope Street és a Holles Street kereszteződésébe tervezték, de a két utca megszüntetése, majd a Kingsway és a Strand megépítése után a terveket módosították, hogy az új kereszteződésbe kerüljön az állomás. A javaslat 1899. augusztus 1-jén kapta meg Viktória királynőtől a királyi jóváhagyást.
1901 szeptemberében a GN&SR-t átvette a Brompton and Piccadilly Circus Railway (B&PCR), amely egy South Kensington és Piccadilly Circus közti metróvonal megépítését tervezte. Mindkét vállalatot Charles Yerkes irányította a Metropolitan District Electric Traction Company révén, majd 1902 júniusában az irányítás átkerült Yerkes új holdingtársaságához, az Underground Electric Railways Company of Londonhoz (UERL). Ekkor még egyik társaság se kezdett bele a tervezett metró építésébe, de az UERL már engedélyt kapott egy alagút építésére Piccadilly Circus és Holborn közé, hogy a két vonalat összeköthesse. A vasúti társaságok a parlament jóváhagyását követően, 1902 novemberében hivatalosan is egyesültek Great Northern, Piccadilly and Brompton Railway (GNP&BR) néven. Még az egyesülés előtt a GN&SR engedélyt kért a tervezett vonal meghosszabbítására a Strandtól Temple állomásig átszállást teremtve a vasútra, azonban Henry Fitzalan-Howard norfolki herceg kifogására elvetették, mivel az ő telke alatt futott volna az alagút.
1903-ban a GNP&BR engedélyt kért egy Leicester Square-től kiágazó elágazás megépítésére a City felé, a Strandnál átszállással, de a londoni közlekedéssel foglalkozó királyi bizottság meggátolta, hogy a terv a parlament elé kerüljön, így azt végül visszavonták.
1905-ben újabb két javaslatot kívánt benyújtani a GNP&BR. Az elsőben újra elővették az elágazás 1903-as tervét, a másodikban pedig a Strand állomást már a Strand és a Surrey Street kereszteződésében építették volna meg, ahonnan pedig a Temze alatt a Waterlooig hosszabbították volna a vonalat. Az első javaslat újra nehézségekbe futott, ezért ezt visszavonták, a másodikból pedig csak a Strand új helyszínét engedélyezték.

### Építkezés

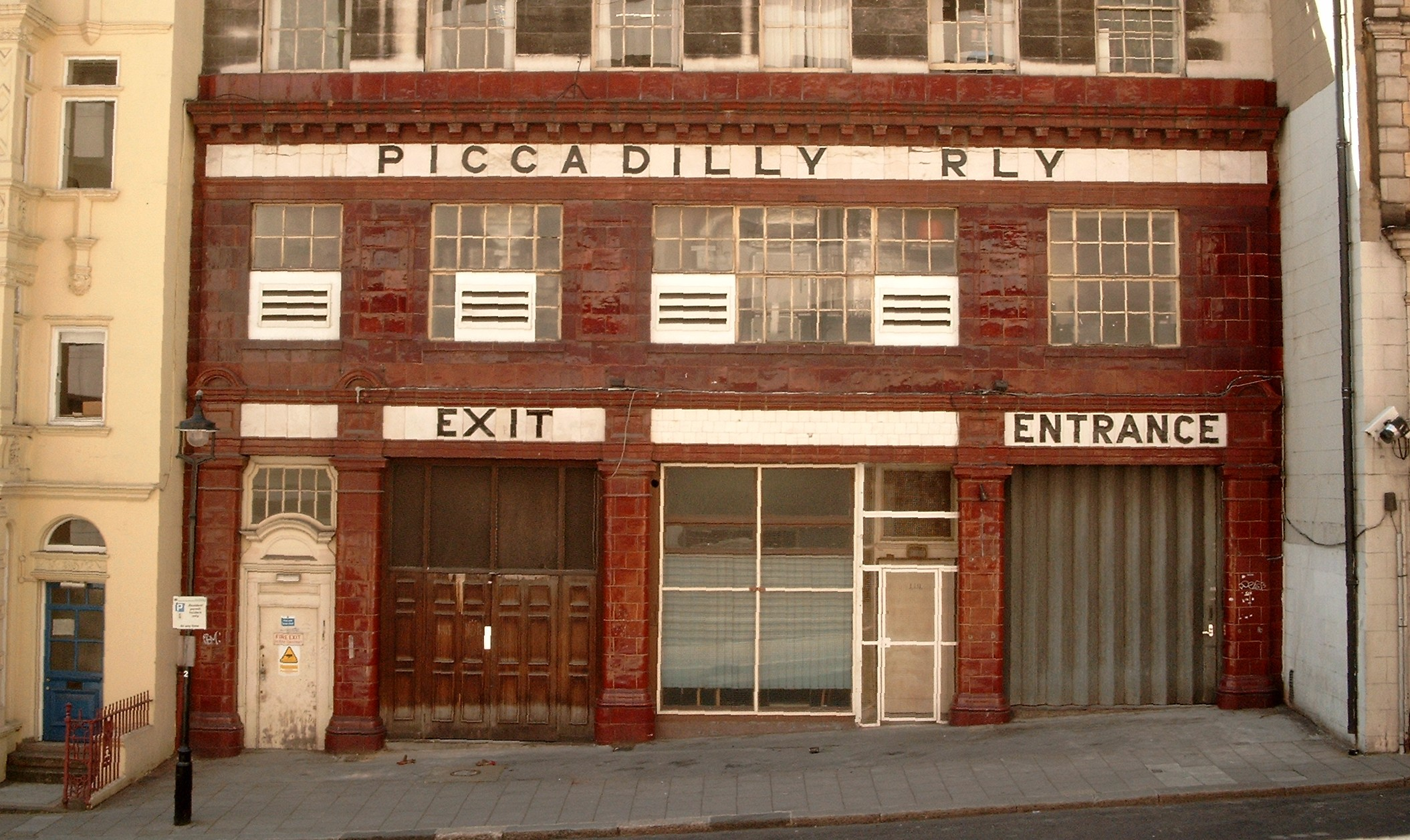
Kijárat a Surrey Streeten

A GN&SR és a B&PCR tervezett vonalainak összekötésével Holborntól délre eső szakasz kikerült a fővonalból, külön elágazást alkotva. Az UERL 1902 júliusában kezdte meg a vonal építését, és igen hamar, 1906 őszére nagyrészt el is készült. A Holborn és a Strand közti szakasz építését késleltették, amíg a városi tanács be nem fejezte a Kingsway építését. Ez idő alatt véglegesítették a fővonal és az elágazás holborni csomópontjának tervét.
A Strand állomás a Royal Strand Theatre helyén épült, melyet 1905. május 13-án bezártak, majd lebontottak. Az állomást 1905. október 21-én kezdték el építeni az UERL építésze, Leslie Green tervei alapján. A Strand és a Surrey Street sarkán álló L alakú emeletes épület vörös mázas terrakotta burkolatot és egy nagy, félköríves emeleti ablakot kapott. A tervezett waterlooi meghosszabbítás miatt három liftaknát építettek az állomásra, azonban ezek közül csak az egyikbe szereltek be kettő darab trapéz alakú felvonót. Egy negyedik aknába pedig a peronokhoz vezető csigalépcső került.
Az állomás az utcaszint alatt 28 méter mélyen helyezkedik el, melynek peronjai 76 méter hosszúak, míg a vonal többi állomásai 110 méteresek voltak. Az UERL többi állomásához hasonlóan ezt az állomást jellegzetes színnel és mintázattal díszítette, ebben az esetben krémszínű és sötétzöld csempékkel. Az állomás csupán egy részét dekorálták ki így, ugyanis a vonal ezen az ágán futó vonatok rövidebbek voltak, mint maga a peron. Emellett a liftektől a peronig vezető második útvonalat sosem nyitották meg a forgalom előtt, ezek befejezetlenül, burkolatlanul maradtak.

### Üzemelés

Vágányok elrendezése és a peronok elhelyezkedése a Piccadilly line Aldwych elágazásán

A GNP&BR fővonalát 1906. december 15-én nyitották meg, a strandi elágazást viszont közel egy évvel később, 1907. november 30-án. Kezdetben csupán egy ingavonat járat Strand és Holborn között a keleti alagútban, ami mellé csúcsidőben beállt egy másik inga is a nyugati alagútban. Hétfőtől szombatig késő esténként a színházakhoz igazodva egy vonatpárt is közlekedtettek Strand–Holborn–Finsbury Park útvonalon, azonban ezt 1908 októberében leállították.
1908 márciusától a csúcsidőn kívül közlekedő vonatok a Starnd nyugati peronjára érkeztek és onnan indultak, Holborn előtt pedig az összekötő alagúton keresztül tértek át a keleti alagútba. Az alacsony utasforgalom miatt 1914-ben leállították a csúcsidei extra ingavonatokat, ezt követően a keleti alagút nagy részén csaknem teljesen megszűnt a forgalom. 1915. május 9-én a térség három metróállomását átnevezték, ekkor kapta meg az egykori Strand az Aldwych nevet. 1917 áprilisában megszüntették a vasárnapi metró forgalmat a vonal ezen ágán, és még ez az év augusztusában lezárták Aldwych nyugati peronját és alagútját, valamint Holborn keleti peronját. 1917 szeptembere és 1918 decembere között az állomás használaton kívüli részeire menekítették a német bombatámadások elől a National Gallery közel 300 festményét.

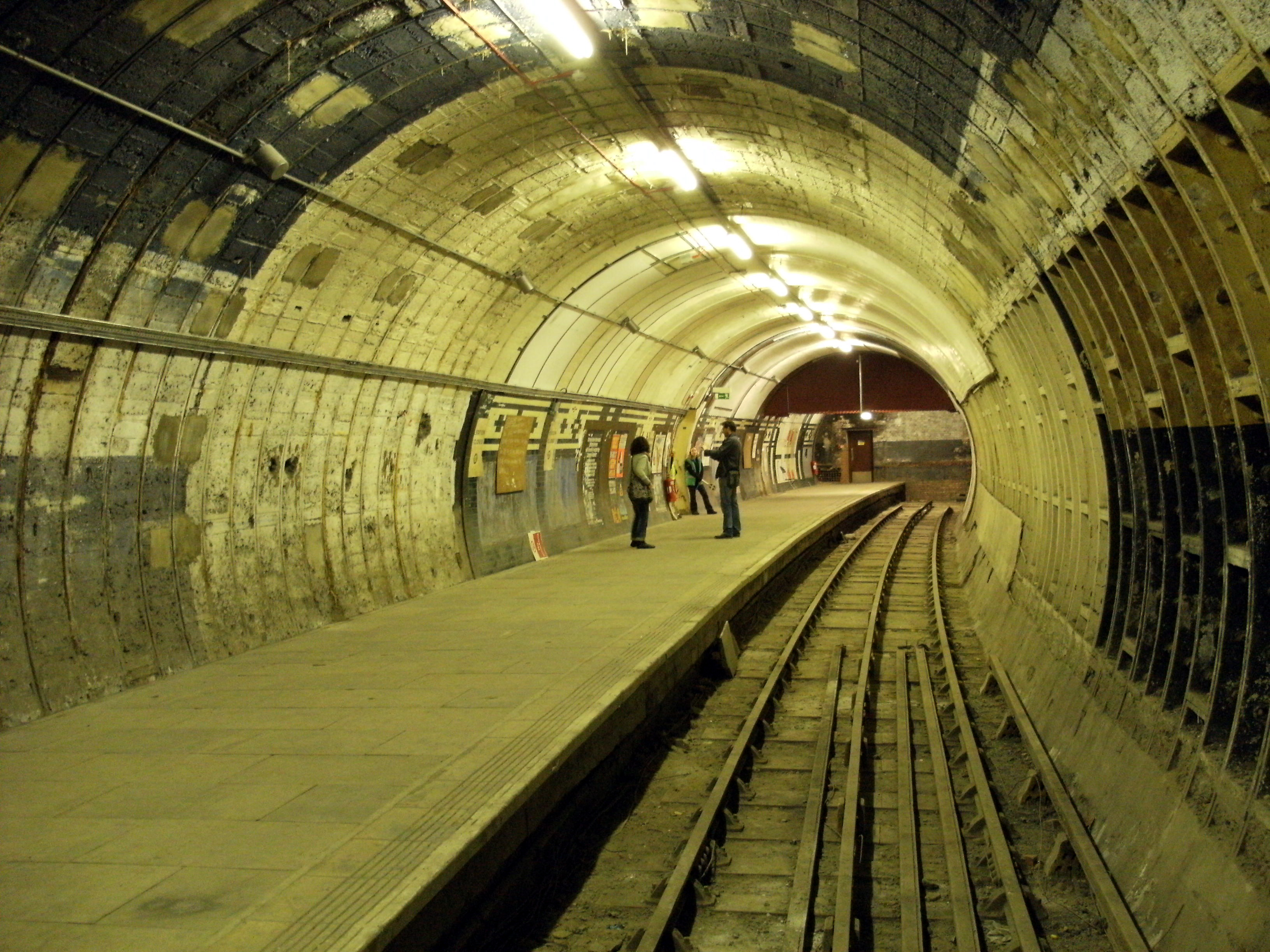
A keleti peron lezárása után megmaradt az 1914-es állapotában

Az állomás jegypénztárát 1922 októberében bezárták, helyére a felvonók gépezetét helyezték. Az állomás forgalma továbbra is alacsony volt, csupán közel egymillió utas fordult meg rajta éves szinten, és csak 4500 fontnyi éves bevételt hozott, ezért 1929-ben és 1933-ban is felmerült a bezárása, de mindkét alkalommal megmenekült.
A második világháború angliai csatája alatt, a német légierő, a Luftwaffe bombázását követően, 1940. szeptember 22-én az állomást átmenetileg bezárták, hogy Westminster lakosai számára légvédelmi óvóhelyként működjön. Míg az állomáson civileknek nyújtottak menedéket, addig az alagutakban a British Museum műtárgyait tárolták, köztük az Elgin-márványokat is. Háború után az állomást 1946. július 1-jén nyitották meg újra, de a forgalma továbbra is alacsony maradt. 1958-ban a London Transport újra felvetette az állomás bezárását, de erre nem került sor, csak a forgalmát csökkentették: ez után hétköznapokon csak csúcsidőben, szombaton pedig reggel és délután futottak a metrók ezen az ágon, de pár évvel később, 1962 júniusában a szombati üzemet is eltörölték.

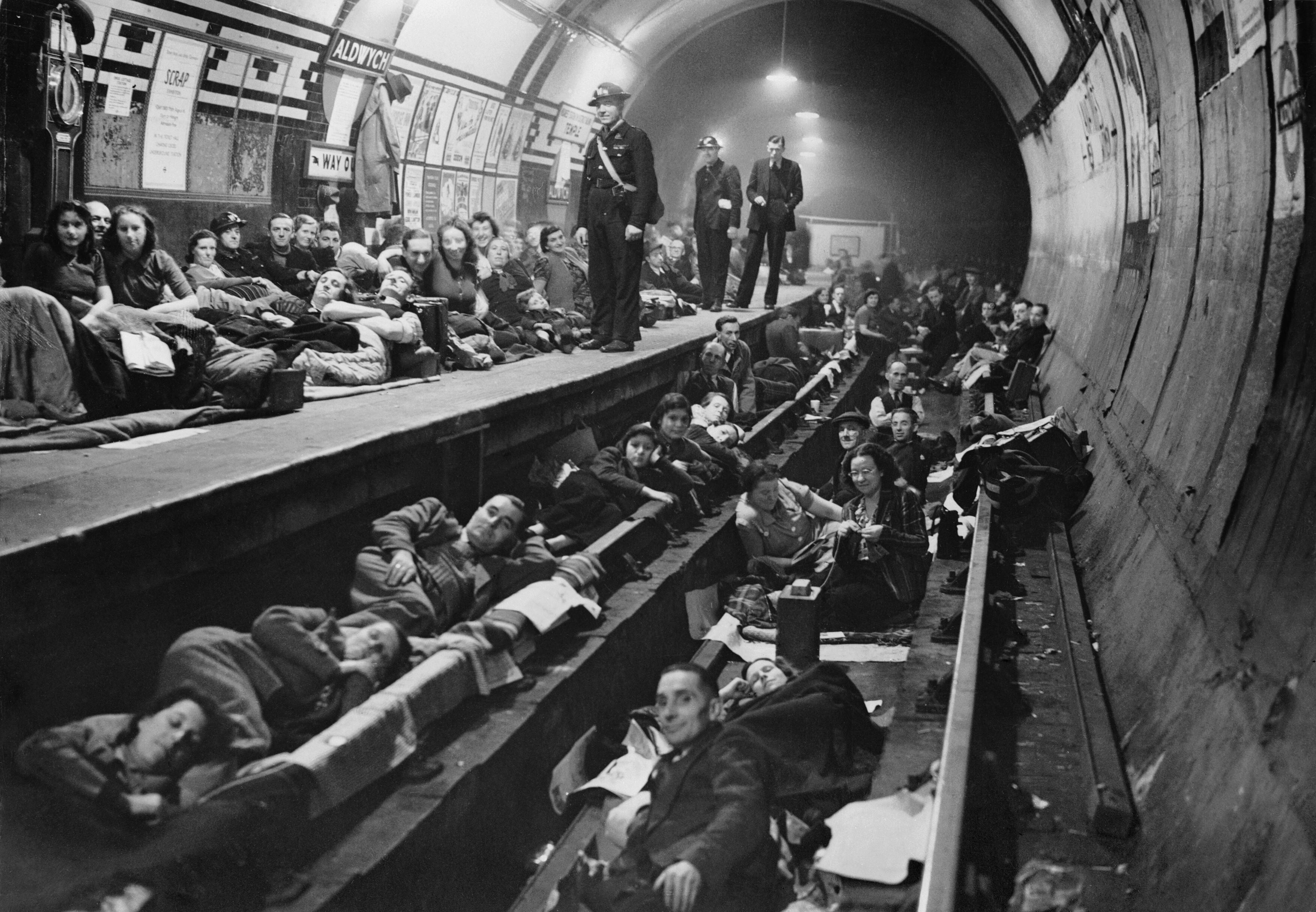
Londoni lakosok az óvóhelyet jelentő metróállomáson

Az állomás bezárásának tervét 1993. január 4-én jelentették be, mivel az eredeti, 1907-es liftek cseréje 3 millió fontba került volna, míg a London Regional Transportnak évente 150 ezer font veszteséget okozott az üzemeltetése. A közlekedési miniszter 1994. szeptember 1-jén beleegyezett abba, hogy Aldwych metróállomást szeptember 30-án bezárják. Az állomás történelmi jelentősége miatt 2011-ben megkapta a II-es örökségvédelmi besorolást.

### Javaslatok

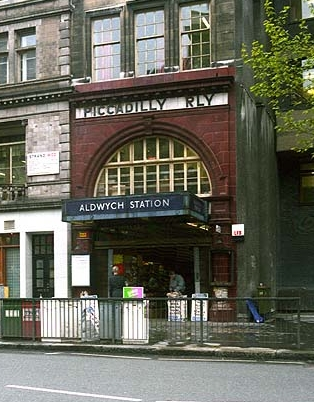
A főbejárat az állomás bezárása előtt

Habár a City felé tervezett hosszabbítást az 1905-ös visszautasítás után többet nem vetették fel, a waterlooi bővítését még Aldwych metróállomás üzemelése alatt többször is, 1914-ben és 1948-ban is előhozták, azonban egyik esetben sem történt előrelépés.
A második világháborút követő években próbáltak enyhíteni a metróvonalak zsúfoltságán új kelet–nyugati vonalakkal Aldwychon keresztül. Mivel más fejlesztések fontosabbnak bizonyultak, ezért ezeket az elképzeléseket nem valósították meg. A London Transport és a British Rail tervezőbizottsága 1965 márciusában javasolta egy új, Fleet line (később Jubilee) metróvonal megépítését Baker Streettől Bond Street, Green Park, Charing Cross, Aldwych, Ludgate Circus, Cannon Street és Fenchurch Street érintésével tovább Délkelet-London felé. Emellett a bizottság is javasolta a Temze alatti alagút megépítését Waterloo felé, Alwych állomáson pedig egy átszállási csomópont építését. A London Transport még 1964 novemberében a parlament jóváhagyását kérte az új Temze-alagút megépítésére, amit 1965 augusztusában meg is kapta. A részletes tervezések le is zajlottak, azonban az állami kiadások csökkentése miatt az építkezést 1967-ben elhalasztották.
Az Aldwychot is érinteni kívánt Fleet line tervezése folytatódott, 1969 júliusában megkapta a parlament engedélyét a Baker Street és a Charing Cross közti szakaszra. Az építkezést 1972 februárjában kezdték, és 1979 májusában adták át már Jubilee line néven II. Erzsébet uralkodásának ezüst évfordulójára. Az átadott szakasz alagútjai a Charing Cross után a Strand alatt folytatódtak Aldwychig, azonban az első szakasszal nem építették meg itt a vonal állomását, csak kihúzónak használták. A vonal folytatását az 1970-es években késleltették, mivel elkezdték vizsgálni a kikötők felé hosszabbítás lehetőségét. Ennek a becsült költségei 1979-re elérték a 325 millió fontot, ami az 1970-ben becsült 51 millió font több mint hatszorosa volt. További vizsgálatokat végeztek 1980-ban, ami csak a bővítések felhagyásához vezetett. A vonal 1990-es évekbeli fejlesztésekor a Temze keleti partján folytatták a metróvonal építését Westminster, Waterloo és London Bridge érintésével, amivel a Green Park és az Aldwych közti alagútban megszűnt a forgalom.
2005 júliusában az Ove Arup & Partners csoport tanulmányt készített a Docklands Light Railway fejlesztéséről és bővítéséről a 2012 és 2020 közti időszakra. Az egyik javaslat a DLR a Banktól Charing Crossig meghosszabbításáról szólt, City Thameslink és Aldwych érintésével. A javaslatban a Jubilee line egykori alagútjának kibővítését is tervezték, hogy a nagyobb DLR vonatok is közlekedhessenek rajta, emellett Aldwych állomás felújítása is szerepelt benne. 2005-ben 232 millió fontra becsülték a projekt költségeit, és erősen előnyösnek nevezték, mivel úgy számolták, hogy csökkentené a kelet–nyugati metróvonalak és a buszok forgalmát, és enyhítené a Bank környékének zsúfoltságát.
A Gensler tervezőiroda a Jubilee és a Piccadilly line használaton kívüli alagútjaiban földalatti kerékpárutak létrehozását javasolta. Ezzel együtt Aldwych újranyitását is javasolták egy kerékpáros központként.

## A populáris kultúrában

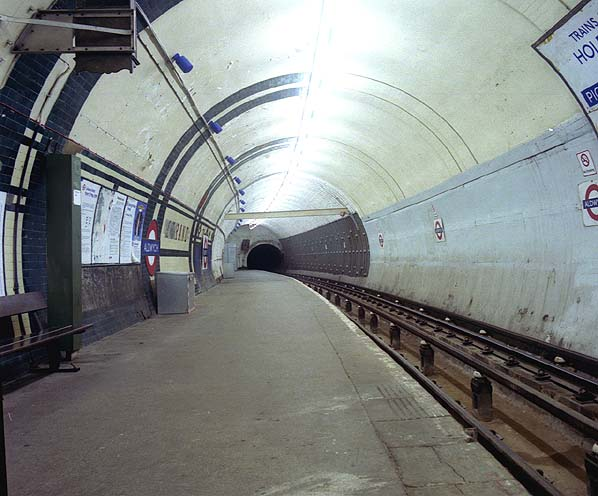
A nyugati peron, nem sokkal az állomás bezárása előtt

Mivel az aldwychi leágazás a londoni metróhálózatnak egy önálló része volt, valamint hétköznap csúcsidőn kívül és hétvégén nem ment rajta forgalom, ezért még a bezárása előtt népszerű forgatási helyszín volt a metróállomás. Az 1994-es bezárás után továbbra is használják filmek forgatására, mivel a metróhálózat többi állomásának szerepét is be tudja tölteni. Emiatt a pályát és a hozzá tartozó infrastruktúrát üzemi állapotban tartják, csakúgy, mint a Northern vonalról áthozott 1972-es metrószerelvényt, amellyel szükség esetén, működésbe hozva át is tudnak menni a szomszédos Holborn állomás lezárt peronjaira. Emellett továbbra is megvan az összeköttetés a Piccadilly felé, csak a szakaszra nem telepítettek biztosító berendezést, ezért kézi üzemmódban kell végigvezetni a vonatot.
Filmek és televíziós sorozatok, melyet Aldwych metróállomáson forgattak:
- The Gentle Gunman (1952)[27]
- Angliai csata (1969)[40]
- Death Line (1972)[27]
- Superman IV. – A sötétség hatalma (1987)[27]
- A Kray fivérek (1990)[41]
- Férfias játékok (1992)[41]
- Hajsza a metróban (2004)[40]
- V mint vérbosszú (2005)[40]
- Az ügynökség (2006)[40]
- Vágy és vezeklés (2007)[40]
- 28 héttel később (2007)[40]
- Banki meló (2008)[42]
- A szerelem határai (2008)[40]
- Mr Selfridge (2013)[43]
- Sherlock (2014)[44]
- Narnia II. (2016)

A háború előtti állomás jelentős szerepet játszik Geoffrey Household Rogue Male regényében, amikor a főhőst egy ellenséges kém üldözi az állomás ingavonatán, majd véget ér a kém halálával, amikor a harmadik síntől áramütést szenved. Az állomás egy módosított, kibővített változata megjelenik a Tomb Raider III videójátékban. A The Prodigy együttes Firestarter című dalának videóklipjét Aldwych lezárt keleti alagútjában és az állomás egyik liftaknájában forgatták.

## Fordítás
- Ez a szócikk részben vagy egészben  az   Aldwych tube station című angol Wikipédia-szócikk ezen változatának fordításán alapul.  Az eredeti cikk szerkesztőit annak laptörténete sorolja fel. Ez a jelzés csupán a megfogalmazás eredetét és a szerzői jogokat jelzi, nem szolgál a cikkben szereplő információk forrásmegjelöléseként.